# Macrinus jaegeri
Macrinus jaegeri är en spindelart som beskrevs av Cristina A. Rheims 2007. Macrinus jaegeri ingår i släktet Macrinus och familjen jättekrabbspindlar. Inga underarter finns listade i Catalogue of Life.